# Quin Snyder
Quin Price Snyder (Mercer Island, 30 ottobre 1966) è un ex cestista e allenatore di pallacanestro statunitense.

## Carriera
È nato a Mercer Island, Washington, e si è diplomato alla Mercer Island High School nel 1985. Dopo essere stato eletto due volte come giocatore di basket dello Stato dell'anno, ha guidato la squadra alla vittoria del campionato statale nel 1985. Durante questo periodo Mercer Island ha raggiunto il primo posto nei sondaggi delle scuole superiori di USA Today, diventando un McDonald's All American e ottenendo una borsa di studio dalla Duke University. 
Alla Duke University è stato playmaker per la squadra di basket maschile dei Duke Blue Devils dal 1985 al 1989, e la sua squadra ha giocato nelle Final Four nel 1986, 1988 e 1989. Snyder è diventato titolare nella sua seconda stagione (1987) e ha iniziato quasi tutte le partite per il resto della sua carriera. Fu eletto capitano della squadra e onorato come Academic All-American durante la sua stagione da senior.
Si è laureato a Duke nel 1989 con una doppia specializzazione in filosofia e scienze politiche, e in seguito ha conseguito una laurea in giurisprudenza presso la Duke Law School nel 1995 e un MBA presso la Duke Fuqua School of Business nel 1995.

## Carriera da allenatore

### Los Angeles Clippers (1992-1993)
Nel bel mezzo del suo lavoro di laurea, Snyder ha trascorso la stagione NBA 1992-93 come assistente allenatore per i Los Angeles Clippers.

### Duke (1993-1999)
Dal 1993 al 1995 è stato assistente amministrativo dell'allenatore di basket maschile Mike Krzyzewski mentre Snyder ha completato il suo MBA e JD alla Duke. Dopo aver completato entrambi i diplomi nel 1995, Snyder è diventato assistente allenatore a tempo pieno sotto Krzyzewski. Nel 1997, Duke ha promosso Snyder a capo allenatore associato.[7] Durante il periodo in cui Snyder era assistente allenatore di Duke, Duke ha partecipato ai round del campionato del torneo NCAA del 1994 e 1999 e al round Elite Eight nel 1998. Duke ha anche vinto il torneo ACC nel 1999.[8]

### Missouri (1999-2006)
Nel 1999 accettò la posizione di capo allenatore per la squadra di basket maschile dell'Università del Missouri Tigers, succedendo all'allenatore di lunga data Norm Stewart. Alla fine guidò i Tigers a quattro posti consecutivi nel torneo NCAA, incluso l'Elite Eight nel 2002, eguagliando la corsa più profonda mai fatta da una squadra del Missouri nel torneo NCAA.
Snyder è stato salutato come una sensazione al suo arrivo nel Missouri. La sua prima squadra ha eliminato una squadra dell'Illinois classificata e poi ha sconfitto il Kansas nella prima partita di Snyder contro l'arcirivale di Mizzou. La seconda stagione di Snyder è stata punteggiata da un successo simile. Ancora una volta ha rovesciato una squadra classificata del Kansas e ha portato i Tigers alla loro prima vittoria NCAA dal 1995. L'eventuale campione nazionale NCAA 2001 Duke ha concluso la stagione dei Tigers nel torneo NCAA.[10] È stato nominato Rookie Coach of the Year dal Basketball Times dopo la stagione.[9]
Nell'estate del 2003 è stato assistente allenatore degli Stati Uniti ai Giochi Panamericani.[9] Nel maggio 2004, Snyder è stato citato in 17 accuse come parte di un'indagine della NCAA sulle violazioni del reclutamento, incentrata su regali impropri per proteggere Ricky Clemons.[11] Il programma è stato sottoposto a tre anni di libertà vigilata a novembre, dopo che il comitato per le infrazioni della NCAA ha stabilito che un assistente ha acquistato i pasti, fornito il trasporto e ha contattato illegalmente le reclute. Il comitato ha respinto le affermazioni della scuola secondo cui le violazioni delle regole erano involontarie, sebbene abbia anche respinto le accuse di gravi violazioni, inclusa l'affermazione dei Clemons secondo cui gli assistenti allenatori pagavano i giocatori in contanti.[12] Snyder in seguito ammise di avere giocatori a casa sua per "un pasto occasionale" e di aver dato vestiti a Clemons.
Si è dimesso da allenatore il 10 febbraio 2006 a seguito di una perdita di 26 punti contro il Baylor che ha esteso una serie di sconfitte a sei e ha lasciato i Tigers a un record complessivo di 10-11, 3-7 nei Big 12. Ha finito con un 126- 91 record in sette anni, raggiungendo il torneo NCAA in ciascuna delle sue prime quattro stagioni, ma registrando da allora solo un record di 42-42.[14] Dopo le sue dimissioni, Snyder accusò il direttore sportivo del Missouri Mike Alden di aver mandato Gary Link, un analista di basket e assistente di Alden, per informarlo che sarebbe stato licenziato dopo la stagione.

### Los Angeles Lakers (2011-2012)
Il 1º luglio 2011, i Los Angeles Lakers lo assunsero come assistente allenatore di Mike Brown. In una stagione accorciata dal lockout finirono la stagione 2011-12 al primo posto nella Pacific Division con un record di 41 vittorie e 25 sconfitte. I Lakers arrivarono fino alle semifinali di conference.

### CSKA Mosca (2012-2013)
Il 8 luglio 2012 il CSKA Mosca della massima serie del campionato russo di pallacanestro lo assunse come vice allenatore di Ettore Messina. Il CSKA raggiunse le semifinali di Eurolega in questa stagione, ma persero contro i futuri campioni, l'Olympiacos.

### Atlanta Hawks (2013-2014)
Il 10 giugno del 2013 fu assunto come assistente allenatore per gli Atlanta Hawks.

### Utah Jazz (2014-2022)
Il 6 giugno 2014 fu assunto come allenatore degli Utah Jazz. Firmò un contratto per tre stagioni con un'opzione per la quarta. Snyder aveva precedentemente lavorato con il general manager dei Jazz Dennis Lindsey dal 2007 al 2010 quando Lindsey era un assistente general manager per i San Antonio Spurs e Snyder allenava i Toros, la squadra affiliata agli Spurs nella D-League. Il 6 maggio del 2016, i Jazz annunciarono un rinnovo a lungo termine del contratto di Snyder. Il giugno del 2018, Snyder fu nominato come finalista per l'NBA Coach of the Year Award. Nell'ottobre del 2019 rinnovò di nuovo con i Jazz.

## Statistiche

### Allenatore
| Stagione | Squadra       | Regular Season | Regular Season | Regular Season | Regular Season | Regular Season           | Post Season                                                |
| Stagione | Squadra       | V              | P              | % V            | G              | Posizione finale         | Post Season                                                |
| -------- | ------------- | -------------- | -------------- | -------------- | -------------- | ------------------------ | ---------------------------------------------------------- |
| 2014-15  | Utah Jazz     | 38             | 44             | 46,3           | 82             | 3º in Northwest Division | Manca i play-off                                           |
| 2015-16  | Utah Jazz     | 40             | 42             | 48,8           | 82             | 3º in Northwest Division | Manca i play-off                                           |
| 2016-17  | Utah Jazz     | 51             | 31             | 62,2           | 82             | 1º in Northwest Division | Sconfitto alle Semifinali di Conference dai Warriors (0-4) |
| 2017-18  | Utah Jazz     | 48             | 34             | 58,5           | 82             | 3º in Northwest Division | Sconfitto alle Semifinali di Conference dai Rockets (1-4)  |
| 2018-19  | Utah Jazz     | 50             | 32             | 61,0           | 82             | 3º in Northwest Division | Sconfitto al Primo Round dai Rockets (1-4)                 |
| 2019-20  | Utah Jazz     | 44             | 28             | 61,1           | 72             | 3º in Northwest Division | Sconfitto al Primo Round dai Nuggets (3-4)                 |
| 2020-21  | Utah Jazz     | 52             | 20             | 72,2           | 72             | 1º in Northwest Division | Sconfitto alle Semifinali di Conference dai Clippers (2-4) |
| 2021-22  | Utah Jazz     | 49             | 33             | 59,8           | 82             | 1º in Northwest Division | Sconfitto al Primo Round dai Mavericks (2-4)               |
| 2022-23  | Atlanta Hawks | 10             | 11             | 47,6           | 21             | 2º in Southeast Division | Sconfitto al Primo Round dai Celtics (2-4)                 |
| 2023-24  | Atlanta Hawks | 36             | 46             | 43,9           | 82             | 3º in Southeast Division | Manca i play-off                                           |
| 2024-25  | Atlanta Hawks | 40             | 42             | 48,8           | 82             | 3º in Southeast Division | Manca i play-off                                           |
|          | Carriera      | 458            | 363            | 55,8           | 821            |                          |                                                            |

## Palmarès

### Giocatore
- McDonald's All-American Game (1985)

### Allenatore
- Dennis Johnson Coach of the Year Award (2009)